# Mas del Comú (Ulldecona)
El Mas del Comú és una masia d'Ulldecona (Montsià) inclosa a l'Inventari del Patrimoni Arquitectònic de Catalunya.

## Descripció
Mas aïllat compost per diferents construccions articulades destinades a diferents usos agrícoles i ramaders. Actualment es troba en mal estat de conservació i, tret del cos principal, que inicialment es destinava a habitatge, la resta de les dependències ha perdut parcialment o totalment la teulada.

## Història
Situat a la part més alta de la serra del Montsià en els terrenys comunals del poble, el mas del Comú havia estat propietat dels frares d'Ulldecona almenys fins a l'any 1850. Antigament servia d'habitatge als treballadors del camp i als pastors. A més de l'habitatge i els corrals, el mas disposava també d'un hort per conrear hortalisses. L'aigua per a l'hort i pels animals s'extreia d'una font propera mitjançant una sénia. Actualment forma part d'una àrea interpretativa de la Serra del Montsià.